# HD76483
HD76483 — хімічно пекулярна зоря спектрального класу
A3 й має  видиму зоряну величину в смузі V приблизно  4,9.
Вона  розташована на відстані близько 226,5 світлових років від Сонця.

## Фізичні характеристики
Зоря HD76483 обертається 
досить швидко 
навколо своєї осі. Проєкція її екваторіальної швидкості на промінь зору становить  Vsin(i)= 70км/сек.